# Aquimer
Pole Aquimer est un pôle de compétitivité français dans le secteur des produits aquatiques, créé en 1999 et labellisé le 12 juillet 2005 par l'État. Il est implanté à Boulogne-sur-Mer (Hauts-de-France), premier port de pêche et site de l'Institut français de recherche pour l'exploitation de la mer.